# Hitzeschutzkleidung

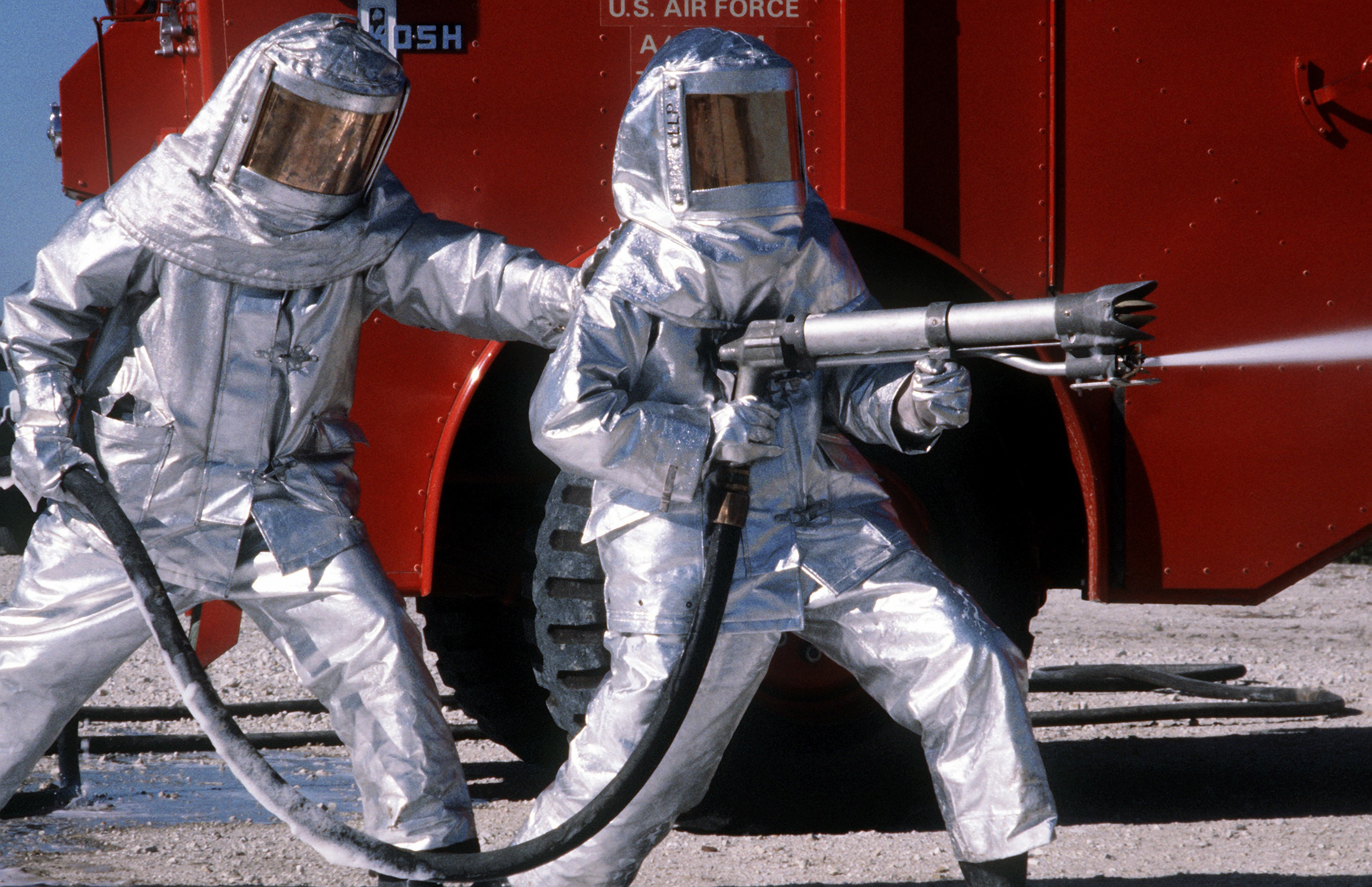
Ganzkörperanzug, Form III

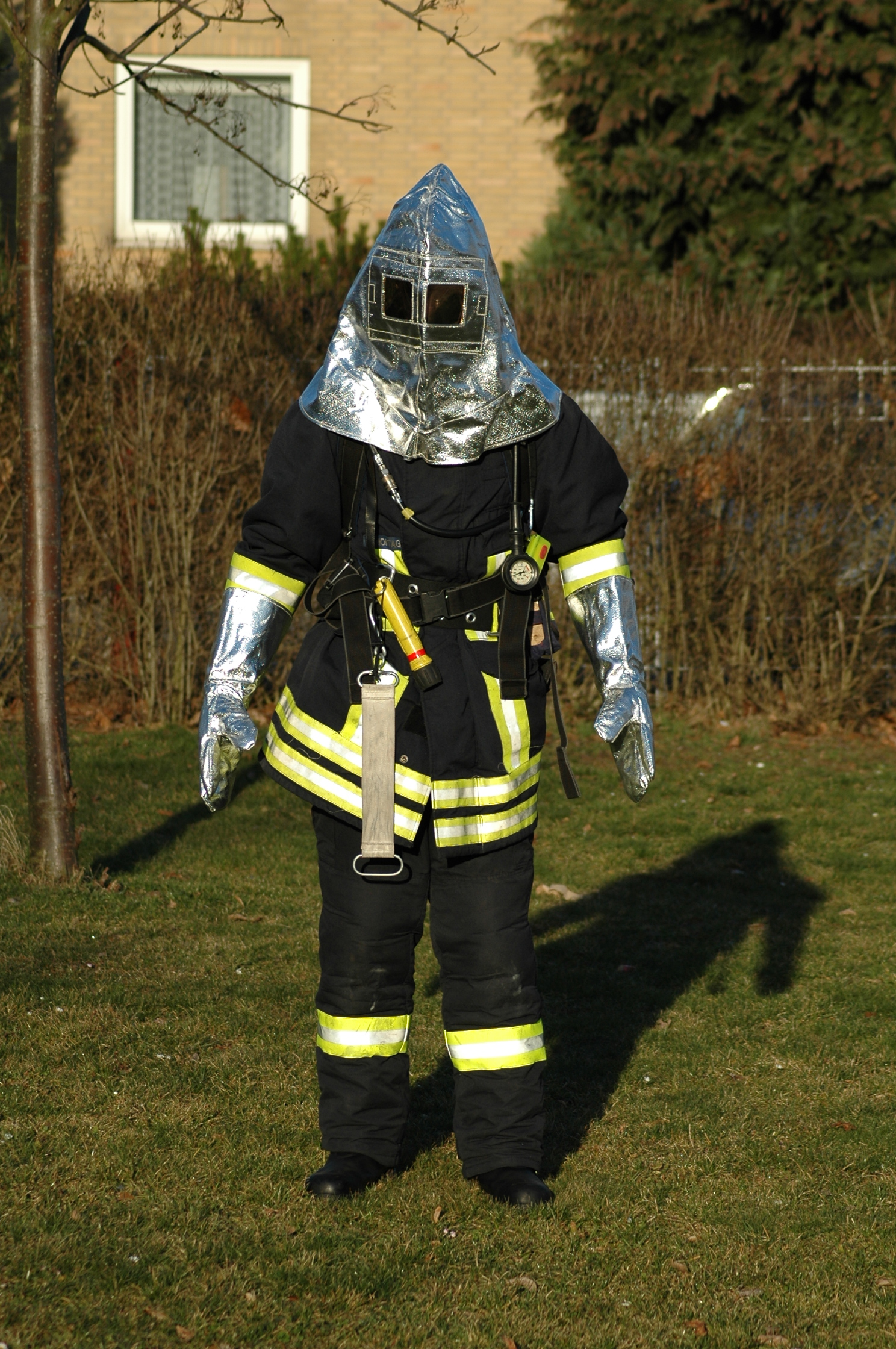
Hitzeschutz Form I bei der Feuerwehr

Hitzeschutzbekleidung oder Hitzeschutzanzüge oder Wärmeschutzkleidung (Abkürzung: WSK) (englisch: fire proximity suit oder hot suit) dienen dem Schutz von vorgehenden Einsatzkräften gegen Strahlungswärme (thermische Risiken), etwa Feuerwehreinheiten bei sehr heißen Bränden, aber auch Metallarbeitern, die mit hocherhitzten Metallen arbeiten (Hochofen-, Schweißbetrieb, Schmelzereien), oder auch Chemieindustriearbeiter (Handhabung der Polymerisation u. ä.) oder in ähnlichen Arbeitsumgebungen (beispielsweise Kesselanlagen) in Bereichen der Mensch-Maschine-Systeme.

## Allgemeines

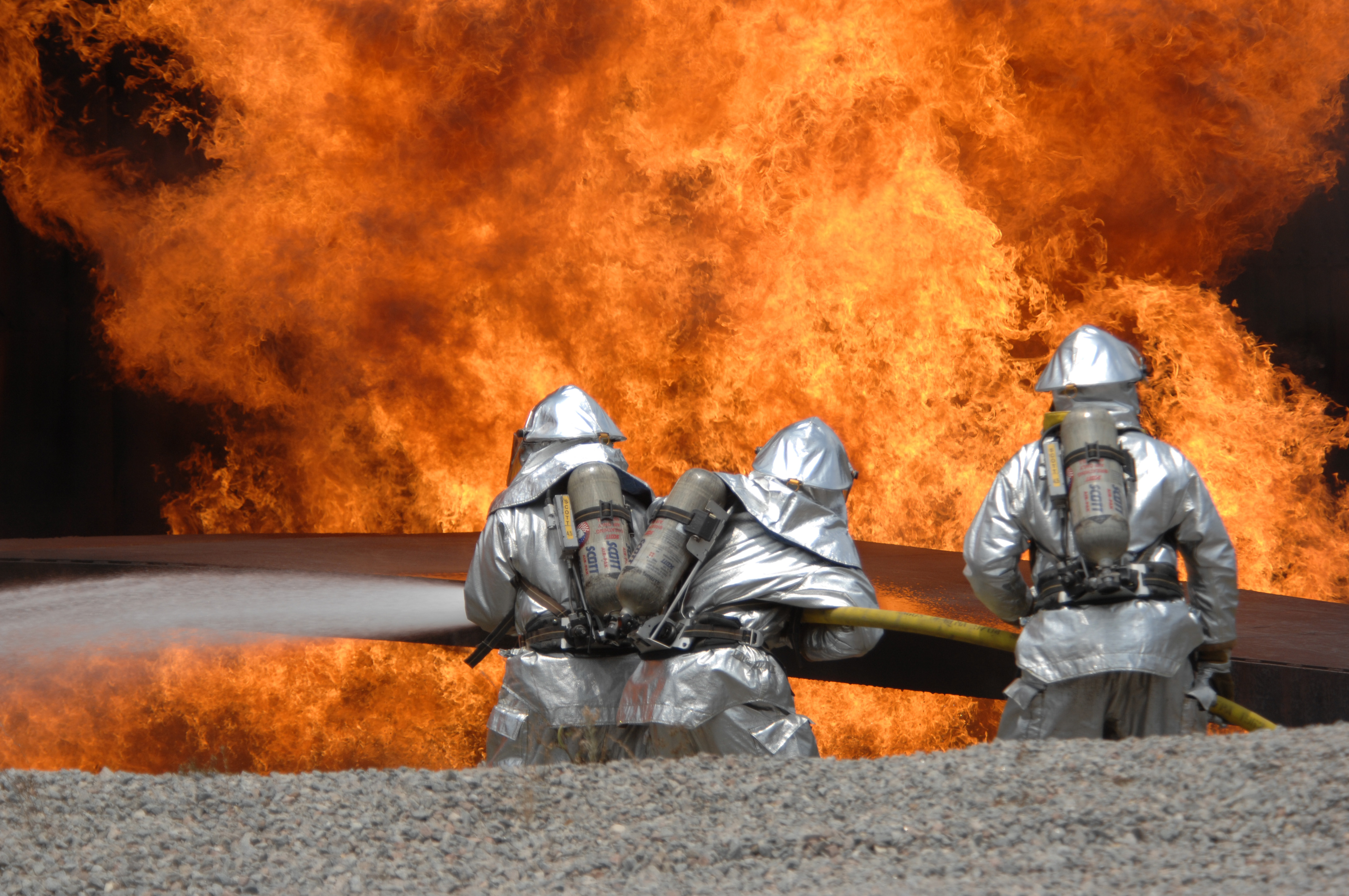
Feuerwehrleute in Hitzeschutzkleidung Form III bei der Brandbekämpfung

Hitzeschutzkleidung soll vor thermischen Risiken schützen.
Thermische Risiken sind Flammen, Kontakthitze, Strahlungshitze, Funken, feuerflüssiger Medien sowie heiße Gase und Dämpfe. Die Schutzwirkung der Kleidung muss während der Einwirkung erhalten bleiben, das heißt, die Kleidung muss selbst verlöschend sein, sie darf nicht schmelzen und nicht schrumpfen.
Hitzeschutzbekleidung besteht aus einem mehrlagigen, isolierenden Innenanzug (meist Aramide, Imide oder Duromere) und einer Metallbeschichtung (meist aluminiumbedampft), die die Hitzestrahlung vom Körper fernhält. Einer früheren Form nach wurde umgangssprachlich oft vom „Asbestanzug“ gesprochen.
Der Hitzeschutzanzug hat üblicherweise eine goldbedampfte Sichtscheibe.
Einsatzbereiche für den Schutzanzug der Feuerwehr sind alle Lagen mit ungewöhnlich starker Wärmestrahlung, beispielsweise Brände in Chemiefabriken, an Ölförderanlagen oder Tank-/Kesselwagen. Prinzipiell könnte der Hitzeschutz auch bei der Brandbekämpfung bzw. zur Personenrettung eingesetzt werden.
Bei der Feuerwehr wird dieser „silberne“ Hitzeschutz in drei Formen eingesetzt:
- Form I: Handschuhe mit Stulpen und Kopfschutzhaube (heute nur noch selten zu finden)
- Form II: Mantel mit integrierter Kopfschutzhaube und Handschuhen
- Form III: ein- oder zweiteiliger Ganzkörperanzug mit integrierter Kopfschutzhaube, Handschuhen und Füßlingen.

Für die regelmäßige industrielle Anwendung existieren auch speziellere Schutzvorrichtungen, etwa Schürzen, Kopfvisiere, Schilde etc.